# گرنت سیتی (ایندیانا)
گرنت سیتی (به انگلیسی: Grant City) یک منطقهٔ مسکونی در ایالات متحده آمریکا است که در شهرستان هنری، ایندیانا واقع شده‌است. گرنت سیتی ۳۰۹٫۰۷ متر بالاتر از سطح دریا واقع شده‌است.